# بيت الشوكي (الضالع)
بيت الشوكي هي إحدى قرى الجمهورية اليمنية. تتبع جغرافيا لمحافظة الضالع و إداريًا لمديرية قعطبة. يبلغ تعداد سكانها 3310 نسمة حسب الإحصاء الذي أجري عام 2004.
بيت الشوكي يسكنها عدة قبائل وليست قبيلة الشوكي فقط، ومن  أبرز القبائل المتواجدة في بيت الشوكي قبيلة  الجسري والضحياني والأدريسي والماطري والحالمي والفقيه والذرار بالإضافة الى قبيلة الشوكي.  
تشكل هذا القبائل مجتمعة منطقة أو قرية ابناء بيت الشوكي التي تحدها من الشرق القدم-جبل الشامي ومن الغرب الوحج ومن جهة الشمال مارش وتحدها من الجنوب عزاب.